# Alexander Ratter

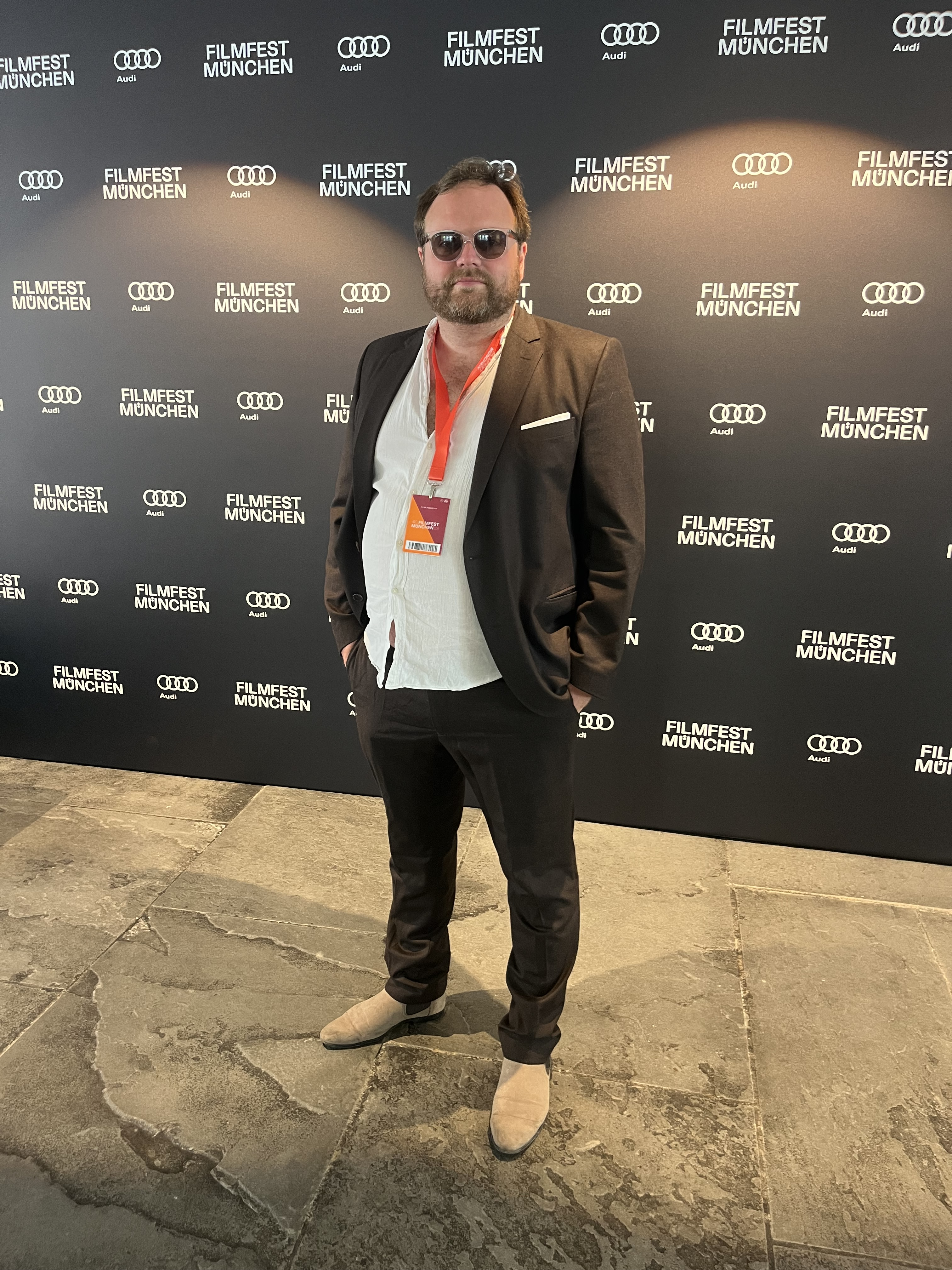
Alexander Ratter (2023)

Alexander Ratter (* 23. Juli 1985 in Kaiserslautern) ist ein deutscher Film- und Theaterregisseur und Produzent.

## Leben und künstlerisches Schaffen
Ratter ist der älteste Sohn der Kulturpolitikerin Ruth Ratter. Er wuchs in der Pfalz auf und war Schüler am Kurfürst-Ruprecht-Gymnasium in Neustadt an der Weinstraße.
Er studierte in Wien Theater-, Film- und Medienwissenschaft, wo er mehrere Jahre an der Filmakademie Wien Kurse belegte, ehe er vom Burgtheater als Regieassistent engagiert wurde. Ratter studierte an der Freien Universität Berlin Filmwissenschaft und danach an der New York Film Academy u. a. bei Alex Simmons und William Taylor-Smith Filmmaking. An der Universität Koblenz-Landau unterrichtete er darstellendes Spiel für Theater und Film.
Er arbeitete von 2009 bis 2013 als Regieassistent am Wiener Burgtheater und begann dort 2013 als Regisseur tätig zu werden. Ratter assistierte hier unter anderem Regisseuren wie Christoph Schlingensief, Stefan Bachmann, Claus Peymann, Matthias Hartmann, Jan Bosse, René Pollesch oder David Boesch. Vor dem Burgtheater sammelte er bereits erste Erfahrungen als Hospitant bei Robert Wilson, Andrea Breth, Thomas Langhoff und Jens-Daniel Herzog und als Assistent von Claudia Bosse am Theatercombinat. Er arbeitete als Regieassistent (u. a. für Lena Knauss) ebenfalls für die Filmindustrie in Deutschland bzw. Schweden.
Ratter arbeitete nach seiner Regieassistenz am Burgtheater an verschiedenen Theatern im deutschsprachigen Raum als Regisseur und drehte dann verschiedene Kurzfilme, unter anderem den Film Flight into darkness (2016) auf Basis von Arthur Schnitzlers Novelle Flucht in die Finsternis, der auf verschiedenen Filmfestivals zu sehen war und mehrfach ausgezeichnet wurde. 2023 wurden z. B. Martina Greiner (siehe Invterview: "Directing is like jumping from a cliff, every day") als „Beste Schauspielerin“ und Ratter, neben der Regie auch für die Kamera als DOP verantwortlich, für diese mit „best Photography“ auf internationalen Kurzfilmfestivals in Berlin und Buenos Aires ausgezeichnet.
Seine Theaterinszenierung am Burgtheater von Demut vor deinen taten baby von Laura Naumann wurde auf den Autorentheatertagen 2013 am Deutschen Theater Berlin gezeigt.
Am Pfalztheater Kaiserslautern widmete er sich mit seiner Inszenierung von Sweet home Europa von Davide Carnevali der Eurokrise, im Besonderen auf Griechenland und die Finanzpolitik national und in der EU bezogen, und der drohenden Aushöhlung Europas.
Mit Smart love (dein leib komme) setzte sich Ratter 2014 als Autor, beeinflusst von Jaron Lanier, mit Datingapps und der Verfügbarkeit von Liebe und den Ambivalenzen der digitalen Welt auseinander. Der Soloabend mit dem Schauspieler Christoph Rothenbuchner wurde am Schauspielhaus Graz unter seiner Regie aufgeführt. 
2022 drehte er den Kurzfilm Escaping the past (New York City Trilogy I-III) über Missbrauch und Vergewaltigung (#MeToo) am Theater, basierend auf realen Geschichten aus seiner Assistenzzeit und von der Realität der deutschsprachigen Theaterszene an den New Yorker Broadway abstrahierend übertragen.
Die beiden im selben Jahr entstandenen Kurzfilme T2:NY1 und Leave it alone . T2:NY1 wurde von der UK Film Review mit vier von 5 Sternen bewertet.

## Filmproduktion
Ratter gründete 2021 die Filmproduktionsfirma Picco-Studio. Picco-Studio arbeitet in Zusammenarbeit mit verschiedenen Koproduktionspartnern von Deutschland, Österreich und Zypern aus an verschiedenen internationalen Spielfilmen und Serien.

## Inszenierungen am Theater (Auswahl)
- Burgtheater Wien – demut vor deinen taten baby von Laura Naumann, mit Liliane Amuat, Stefanie Dvorak und Jana Horst.
- Schauspielhaus Wien – er spuckte auf die erde, rührte mit dem speichel einen brei an und strich ihn auf die augen der blinden von David Fruehauf (szenische Einrichtung)
- Schauspielhaus Graz – smart love (dein leib komme) von Alexander Ratter, mit Christoph Rothenbuchner
- Pfalztheater Kaiserslautern – Sweet Home Europa von Davide Carnevali, mit Rainer Furch, Richard Erben und Natalie Forester

## Kurzfilme (Regie, Auswahl)
- Sylt.Democlip, Deutschland, Deutsch, 8 min, HD,
- post.it, Österreich, Deutsch, 6 min, HD,
- Dissembler, Österreich, Deutsch, 7 min, HD,
- Flight into darkness, nach Arthur Schnitzler, Argentinien/Österreich, Deutsch, 27 min, 4k,
- Neozoen, „Micro-Serie“, Deutschland, Deutsch, 8+3+3min, 4k
- Caligula – HC Teaser Vienna, nach Albert Camus, Österreich, 4 min, HD
- T2:NY1, USA, English, 1:33 min, 4k[18]
- Leave it alone, USA, English, 5 min, 4k
- Coming closer, USA, English, 5 min, 4k
- New beginnings, USA, English 4 min, 4k
- Escaping the past – New York City trilogy I-III, USA, English, in Co-Produktion mit der New York Film Academy, 16min 4k

## Produktion und Schnitt (Auswahl)
Der Club der toten Dichter, Aufzeichnung der Theateradaption, DVD
Die Physiker, Aufzeichnung der Theaterinszenierung (Regie: Alexander Ratter), DVD
Mea Culpa, Aufzeichnung der Theaterinszenierung von Christoph Schlingensief aus dem Burgtheater Wien, erschienen in der Edition Burgtheater bei HOANZL, DVD

## Belege
1. ↑  Alexander Ratter Films. ratter.info, abgerufen am 4. August 2023.
2. 1 2  I am strongly inspired by authentic stories: Alexander Ratter. Lulea Film Festival, 22. Januar 2024, abgerufen am 25. Januar 2024 (amerikanisches Englisch).
3. ↑  An interview with Alexander Ratter. 4. Dezember 2023, abgerufen am 25. Januar 2024 (spanisch).
4. 1 2 3  
Chris Olson: Filmmaker Interview with Alexander Ratter. ukfilmreview.co.uk, 28. November 2023, abgerufen am 27. Januar 2024 (englisch).
5. ↑  Alexander Ratter — Universität Koblenz – Landau. Abgerufen am 27. September 2022.
6. ↑  theatre as writer & director. ratter.info, abgerufen am 26. September 2022.
7. 1 2 3  shortfilm as writer, director & producer. ratter.info, abgerufen am 26. September 2022.
8. ↑  Fligth into darkness. picco-studio.com, abgerufen am 26. September 2022.
9. ↑  From Stage to Screen: Alexander Ratter on Artistic Leaps, Creative Intuition, and 'Flight into Darkness – Indie Shorts Mag. 17. November 2024, abgerufen am 8. Dezember 2024 (amerikanisches Englisch).
10. ↑  FLIGHT INTO DARKNESS – picco-studio.com. Abgerufen am 25. Januar 2024.
11. ↑  Doppelschlag am Pfalztheater – Kaiserslautern. Abgerufen am 15. August 2023.
12. ↑  T2:NY1 – picco-studio.com. Abgerufen am 16. Januar 2024.
13. ↑  Alexander Ratter Films — shortfilms. ratter.info, abgerufen am 16. Januar 2024.
14. ↑  Joe Beck: T2:NY1 – Film Review. ukfilmreview.co.uk, 3. Dezember 2023, abgerufen am 1. Januar 2024.
15. ↑  An interview with Alexander Ratter. 4. Dezember 2023, abgerufen am 25. Januar 2024 (spanisch).
16. ↑  picco-studio.com. Abgerufen am 29. Juli 2023.
17. ↑  MISSION STATEMENT / INTERVIEW – picco-studio.com. picco-studio.com, abgerufen am 25. Januar 2024.
18. ↑  NEW YORK SCREENING#2 SEPTEMBER 22, 2022 7pm-9pm, auf supershorts.org

| Personendaten    | Personendaten                                       |
| ---------------- | --------------------------------------------------- |
| NAME             | Ratter, Alexander                                   |
| KURZBESCHREIBUNG | deutsch-österreichischer Film- und Theaterregisseur |
| GEBURTSDATUM     | 23. Juli 1985                                       |
| GEBURTSORT       | Kaiserslautern                                      |